# Heiner Diefenbach
Heiner Diefenbach (* 1. Januar 1959 in Darmstadt) ist ein deutscher Manager und Wirtschaftsingenieur.

## Leben
Heiner Diefenbach studierte Wirtschaftsingenieurwesen an der TH Darmstadt, legte dort 1985 sein Examen als Diplom-Wirtschaftsingenieur ab und war von 1985 bis 1988 Doktorand am Institut für Betriebswirtschaftslehre, Fachgebiet Operations Research und Betriebsinformatik, Universität Kaiserslautern. Parallel dazu war er Mitarbeiter Deutsche Bank AG, Zentrale Frankfurt, Rechnungswesen und Planung.
Diefenbach schloss seine Promotion mit dem Thema „Controlling-Informationssystem für den Auslandsbereich einer internationalen Bankunternehmung“ 1989 bei Heiner Müller-Merbach zum Dr.rer.pol ab.
1988 trat er in die Abteilung für Konzernentwicklung der Deutschen Bank ein.
Von 1992 bis 2001 war Diefenbach bei CSC Ploenzke in Kiedrich, zuletzt Finanzvorstand.
2005 trat er der TDS Informationstechnologie AG, Neckarsulm als Vorstand bei – heute Fujitsu TDS. Additiv, seit 2013 bis 2016, Fujitsu Vice President Services Central Europe (Deutschland; Österreich; Schweiz) und Geschäftsführer Fujitsu Services GmbH, München.
2012 erhielt Diefenbach die Ernennung zum Honorarprofessor der TU Darmstadt, wo er seit 1997 am Lehrstuhl für Wirtschaftsinformatik, Peter Buxmann, als Lehrbeauftragter tätig ist.
Ab 2017 arbeitete Heiner Diefenbach für DST it-services GmbH, Heilbronn/Stuttgart.
Seit 1. Januar 2020 ist er für die SNP Schneider-Neureither & Partner mit Sitz in Heidelberg als Chief Financial Officer tätig.

## Wirken
Wissenschaftlicher Assistent (1995–1999) und Leitung mehrerer Forschungsprojekte in Kooperation mit verschiedenen Unternehmen als Projektpartner.
Heiner Diefenbach ist Vorstandsmitglied im Verband Deutscher Wirtschaftsingenieure e.V.
Des Weiteren ist er Buchautor und erlangte mit seinem Roman „Die Bilanz – Ein Roman über Finanzen, Rache und Liebe“ hohe Absatzzahlen.
Diefenbach ist seit vielen Jahren in Aufsichtsräten/Beiräten und als Berater diverser Industrie- und Dienstleistungsunternehmungen tätig.

## Veröffentlichungen
- Neue Technologien und Beschäftigung. In: Der Technologie-Manager. 34. Jg., Heft 2, 1985, S. 33–35.
- Neue Banktechnologien – Rechtliche und technische Sicherungsprobleme. In: Der Technologie-Manager. 34. Jg., Heft 3, 1985, S. 8–21.
- Geisterschau. In: Frankfurter Allgemeine Zeitung. Blick durch die Wirtschaft. 29. Jg., 25. August 1986, Nr. 161, S. 1.
- Fehlentwicklungen. In: Frankfurter Allgemeine Zeitung. Blick durch die Wirtschaft. 29. Jg., 1. Dezember 1986, Nr. 230, S. 1.
- Internationale Bankaktivitäten und Außenhandel. In: technologie & management. 37. Jg., Heft 2, 1987, S. 10–17.
- Internationale Bankaktivitäten und Außenhandel – ein Nachtrag. In: technologie & management. 37. Jg., Heft 3, 1987, S. 30–33.
- Rechnernetze und Electronic Banking. In: bank und markt. 16. Jg., Heft 11, 1987, S. 38–40.
- Heiner Diefenbach, Peter Pielmeyer: Auslandspräsenz der Großbanken zwischen 1965 und 1986. In: Die Bank. o. Jg., Heft 2, 1988, S. 72–74.
- Erfahrungsaustausch über Mitarbeiter-Kontakte. In: Handelsblatt. o. Jg. 23. Februar 1988, Nr. 58, S. 8.
- Science fiction für Banker, Dr. Tech und das Elektronische Portemonnaie. In: geldinstitute. o. Jg., Heft 1, 1988, S. 50–53.
- Strategien im Kampf um Wettbewerbsvorteile, Praxis zeigt: Vorsprung durch Info-Technik. In: Computerwoche. 15. Jg., 25. März 1988, Nr. 13, S. 28 und Computerwoche – CeBIT aktuell. 18. März 1988, S. 6.
- Information und Informationssysteme – Strategische Waffe im Bankenwettbewerb. In: Handout zum Internationalen Symposium – „Marketing – Information – Management“. Innsbruck, 18. – 20. Mai 1988.
- Information und Informationssysteme – Strategische Waffe im Bankenwettbewerb. In: bank und markt. 17. Jg., Heft 10, 1988, S. 35–37.
- Controlling-Informationssystem für den Auslandsbereich einer internationalen Bankunternehmung. (= Europäische Hochschulschriften, Reihe V, Volks- und Betriebswirtschaft. Band 1104). Verlag Peter Lang, Frankfurt am Main 1990.
- Investor Relations kommt voran – Durch Namensaktien Direktansprache der Aktionäre möglich. In: Frankfurter Allgemeine Zeitung. Nr. 230, 4. Oktober 1999, S. B 15.
- Unternehmen sind auf das Jahr 2000 gut vorbereitet. In: Karl Malik (Hrsg.): Pre Media Newsletter. 4. Jg., Heft 12, 1999, S. 45.
- Aktien elektronisch verwalten – Das Musteraktienbuch unterstützt den Trend zur Namensaktie. In: Geldinstitute. 31. Jg., Heft 1–2, Februar 2000, S. 124–125.
- IT-Dienstleister: Wohin geht der Trend? In: Karl Malik (Hrsg.): PreMedia Newsletter. 5. Jg., Heft 5, 2000, S. 6.
- Gewinnen wird derjenige, der sich am besten kundenorientiert ausrichtet. In: ASS Computer. Heft 7, 2000, S. 134–137.
- Effizientes Wertmanagement mit strategischen Informationssystemen. In: technologie & management. 49. Jg., Heft 9–10, 2000, S. 21–23.
- IT-Dienstleister: Durch Qualität zum Erfolg. In: Karl Malik (Hrsg.): PreMedia Newsletter. 5. Jg., Heft 10, 2000, S. 24.
- Effizientes Wertmanagement. In: is report. 5. Jg., Heft 4, 2001, S. 38–42.
- Science fiction für Banker – Dr. Tech und das Elektronische Portemonnaie. In: Martin G. Moehrle, Ralf Isenmann (Hrsg.): Technologie-Roadmapping. Zukunftsstrategien für Technologieunternehmen. Springer, Berlin u. a. 2001, S. 149–185.
- Die Bilanz – Ein Roman über Finanzen, Rache und Liebe. Redline Wirtschaft bei verlag moderne industrie, München 2002.
- Beteiligungscontrolling bei US-GAAP Reporting – notwendig oder sinnvoll? In: Hans-Jürgen Wurl (Hrsg.): Industrielles Beteiligungscontrolling. Schäffer-Poeschel Verlag, Stuttgart 2003, S. 573–580.
- Peter Buxmann, Heiner Diefenbach, Thomas Hess: Die Softwareindustrie – Ökonomische Prinzipien, Strategien, Perspektiven. Springer-Verlag, Berlin/Heidelberg 2008.
- Sonja Lehmann, Tobias Draisbach, Corina Koll, Peter Buxmann, Heiner Diefenbach: SaaS-Preisgestaltung: Bestehende Preismodelle im Überblick. In: Alexander Benlian, Thomas Hess, Peter Buxmann (Hrsg.): Software-as-a-Service (SaaS) – Über den Wandel von Anbieterstrategien, Kundenbedürfnissen und Marktstrukturen in der SW-Industrie. Gabler Verlag, Wiesbaden 2010.
- Sonja Lehmann, Tobias Draisbach, Corina Koll, Peter Buxmann, Heiner Diefenbach: Preisgestaltung für Software-as-a-Service. Ergebnisse einer empirischen Analyse mit Fokus auf nutzungsabhängige Preismodelle. In: Proceedings zur Teilkonferenz „Software-Industrie“ der Multikonferenz Wirtschaftsinformatik (MKWI). 2010, S. 505–516.
- Peter Buxmann, Heiner Diefenbach, Thomas Hess: Kooperationen in der Softwareindustrie. In: R. Schönberger, R. Elbert: Dimensionen der Logistik – Funktionen, Institutionen und Handlungsebenen. Wiesbaden 2010.
- Peter Buxmann, Sonja Lehmann, Tobias Draisbach, Corina Koll, Heiner Diefenbach, T. Ackermann: Cloud Computing und Software as a Service. In: S. Leible (Hrsg.): Online-Recht 2.0: Alte Fragen – neue Antworten?
- Peter Buxmann, Heiner Diefenbach, Thomas Hess: Economic Foundations of the Software Industry. In: K. Popp, R. Meyer: Profit from Software Ecosystems: Ecosystems, Business Models and Partnerships in the Software Industry. Books on demand, 2010, S. 21–34.
- Peter Buxmann, Heiner Diefenbach, Thomas Hess: Die Softwareindustrie – Ökonomische Prinzipien, Strategien, Perspektiven. 2. Auflage. Springer-Verlag, Berlin/Heidelberg 2011.
- Peter Buxmann, Heiner Diefenbach, Thomas Hess: The Software Industry – Economic Principles, Strategies, Perspectives. 3. vollständig überarbeitete und erweiterte Auflage. Springer-Verlag, Berlin/Heidelberg 2013.
- Peter Buxmann, Heiner Diefenbach, Thomas Hess: Die Softwareindustrie – Ökonomische Prinzipien, Strategien, Perspektiven. 3. vollständig überarbeitete und erweiterte Auflage. Springer-Verlag, Berlin/Heidelberg 2015.